# Ectoedemia similella
Ectoedemia similella là một loài bướm đêm thuộc họ Nepticulidae. Nó được tìm thấy ở Ohio và Kentucky.
Sải cánh dài 5–6 mm.

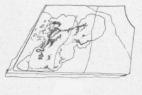
Mine

Ấu trùng ăn Quercus palustris. The mine the leaves of their host plant. 